# Série de pièces commémoratives américaines du bicentaire du Congrès des États-Unis
La série de pièces commémoratives américaines du bicentaire du Congrès des États-Unis est une série non circulante émise par la Monnaie des États-Unis en 1989 et frappée par les Monnaies de Denver et de San Francisco.
Ces pièces sont autorisées par la loi 100-673 du 17 novembre 1988, par laquelle l'émission d'une série de pièces commémoratives du bicentenaire du Congrès des États-Unis, fondé le 4 mars 1789, est prévue.
En plus de la pièce d'un dollar en argent, les autres pièces qui complètent la série commémorative en vertu de la même loi sont celle en or de cinq dollars et celle de cinquante cents en cuivre revêtu de nickel.

## Contexte
Les pièces commémoratives du bicentenaire du Congrès des États-Unis de 1989 célèbrent le 200e anniversaire du Congrès américain, fondé le 4 mars 1789, et qui constitue le pouvoir législatif du gouvernement des États-Unis. Il est divisé en deux chambres — la Chambre des représentants et le Sénat. Les politiciens qui occupent ces fonctions représentent divers territoires géographiques à travers les États-Unis, les membres de la Chambre des représentants ayant des mandats de deux ans et les sénateurs des mandats de six ans. Il y a 435 représentants et 100 sénateurs, ces derniers étant répartis de manière égale entre les 50 États, assurant ainsi deux sénateurs par État. Les représentants sont attribués en fonction des populations, avec certains États de population plus réduite tels que le Delaware et le Vermont n'ayant qu'un représentant, tandis que des grandes villes comme New York et Los Angeles en ont plusieurs.
Les pièces sont approuvées par une loi du Congrès le 17 novembre 1988 et sont frappées pour la première fois lors d'une cérémonie sur le terrain du Capitole le 14 juin 1989.

## Législation
Le 200e anniversaire du fonctionnement du Congrès sous la Constitution des États-Unis voit la production de trois dénominations de pièces commémoratives. La législation habilitante d'origine, la loi publique 100-673 approuvée par le président Ronald Reagan le 17 novembre 1988, prévoit que « les pièces d'un dollar et de cinquante cents frappées en vertu de cette loi peuvent être émises en qualités brillant universel et en qualité belle épreuve, à condition qu'aucune installation de la Monnaie des États-Unis ne soit utilisée pour frapper une combinaison particulière de dénomination et de qualité. Le Secrétaire peut émettre les pièces frappées en vertu de cette loi à partir du 1er janvier 1989. Aucune pièce ne peut être frappée en vertu de cette loi après le 30 juin 1990 ».
La législation autorise la frappe d'un maximum de quatre millions de demi-dollars en cupro-nickel (92 % cuivre et 8 % nickel), trois millions de dollars en argent, et un million de pièces en or de 5 dollars. Le projet de loi d'origine du 1er août 1988, avant modification, prévoit dix millions de demi-dollars, dix millions de dollars en argent, et un million de pièces d'or de 5 dollars. Les bénéfices doivent être utilisés pour aider à réduire la dette nationale. Conformément aux politiques récentes, le projet de loi du Congrès stipule également que l« le Secrétaire effectue toute vente en gros des pièces frappées en vertu de cette loi à un rabais raisonnable pour refléter le coût moindre de telles ventes ».

## Dessin

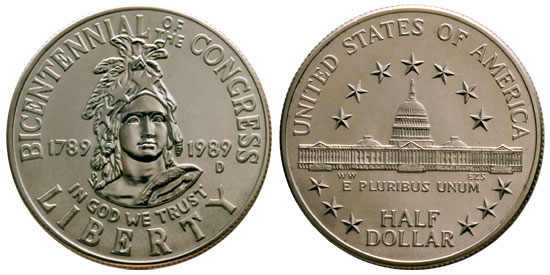
L'avers (gauche) et le revers (droite) du demi-dollar du bicentenaire du Congrès.

### Demi-dollar
L'avers de la demi-dollar commémorative du bicentenaire du Congrès américain, conçue par Patricia Lewis Verani, présente un buste de la Liberté. Le revers de la pièce, conçu par William Woodard, présente une vue complète du Capitole entourée d'une couronne.

### Dollar
L'avers du dollar commémoratif du bicentenaire du Congrès américain, conçu par William Woodward, présente la statue de la Liberté qui domine au sommet de la coupole du Capitole. Le revers de la pièce, également conçu par Woodward, met en avant la masse de la Chambre des représentants, qui réside dans la Chambre lorsque celle-ci est en session, accompagnée d'un aigle perché sur un globe terrestre.

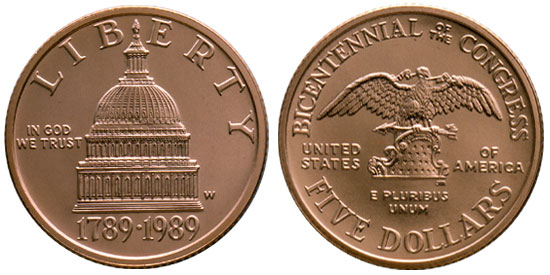
L'avers (gauche) et le revers (droite) du half eagle du bicentenaire du Congrès.

### Half eagle
L'avers du half eagle commémoratif du bicentenaire du Congrès américain, conçu par John Mercanti, présente une représentation de la coupole du Capitole. Le revers de la pièce, également conçu par Mercanti, met en avant un portrait du majestueux aigle dominant le dôme de l'ancienne chambre du Sénat.

## Production et commercialisation
La loi qui autorise cette série commémorative prévoit une émission maximale de dix millions d'exemplaires. Les pièces sont produites à la Monnaie de Denver dans sa version brillant universel, tandis que la Monnaie de San Francisco s'occupe de la frappe des pièces avec une finition belle épreuve. Le premier jour de production était le 14 juin 1989.
Sa production s'élève à 135 203 pièces dans sa condition brillant universel et 762 198 en version belle épreuve, ce qui fait un total de 897 401 exemplaires,.
Conformément à la loi autorisant cette émission, une partie des bénéfices tirés de sa commercialisation est destinée au Fonds de préservation du Capitole des États-Unis, et une autre partie est versée dans le fonds général du Trésor dans le but de réduire la dette nationale.